# 清水川 (佐賀県)
清水川（きよみずがわ）は、佐賀県小城市を流れる一級河川嘉瀬川水系祇園川支流の河川である。源流部は天山県立自然公園の区域に指定されている。

## 概要
高取山西麓に端を発し渓流を形成し、清水川の名水百選の観光スポットである清水の滝の沢と合流し、合流地点の清水地区には鯉の洗いの料理店が並ぶ。その後水田地帯を南下しに嘉瀬川水系祇園川に合流する。清水川と祇園川は数十万匹のゲンジボタル生息地として有名である。 
河川全体は「清水川」として「名水百選」に選定された 。

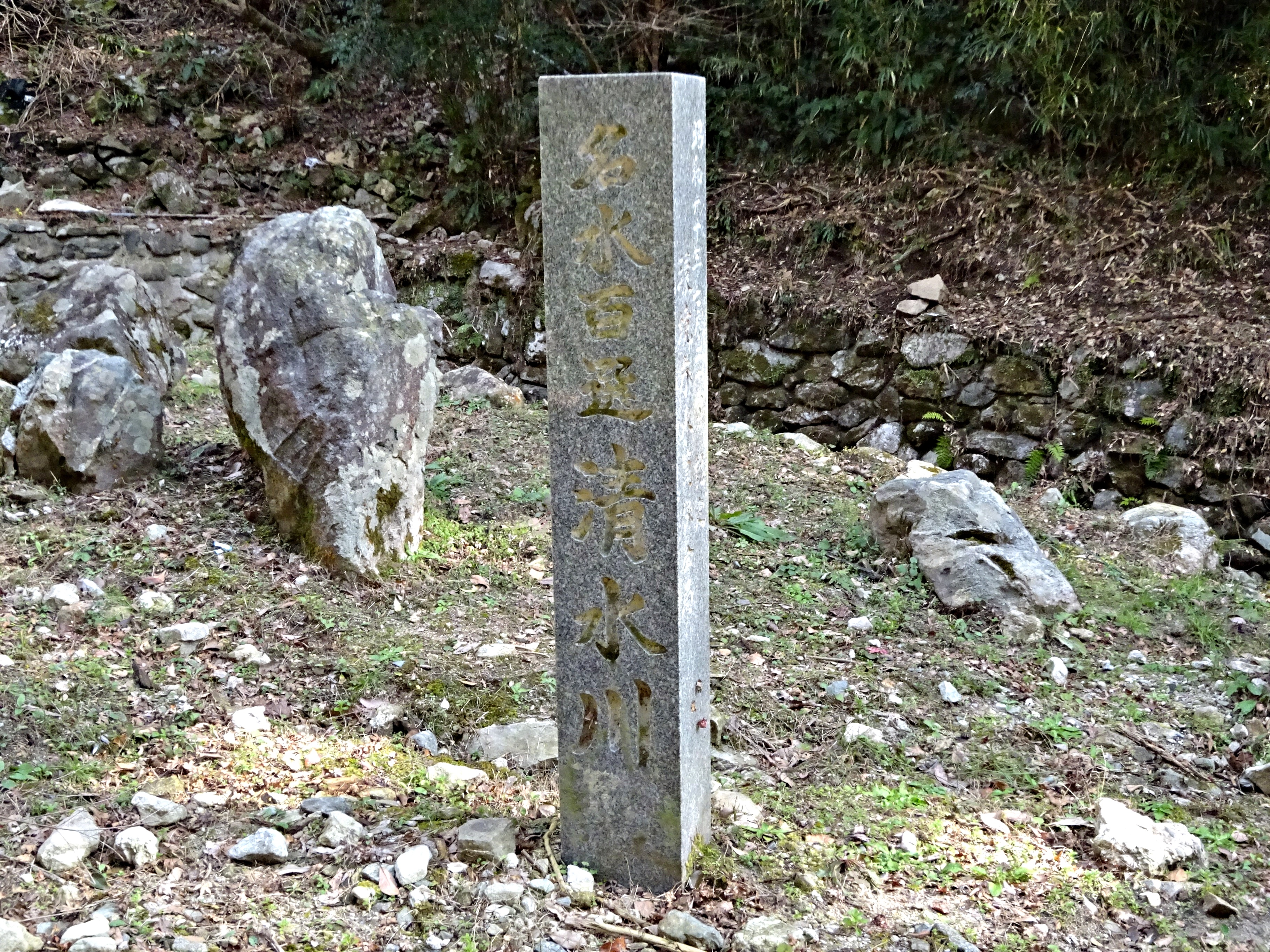
清水川の名水百選碑

## 交通
鉄道
唐津線小城駅下車 タクシーで10分
車
佐賀県道44号小城富士線　並走